# 雅克·加布里埃尔桥
雅克·加布里埃尔桥（Pont Jacques-Gabriel）是法国布卢瓦的一座拱桥，跨卢瓦尔河，长283米，宽15米。建于1716年至1724年（路易十五时期）。建筑师雅克·加布里埃尔。
这座桥在1870年、1940年和1944年曾几次因军事原因被毁。

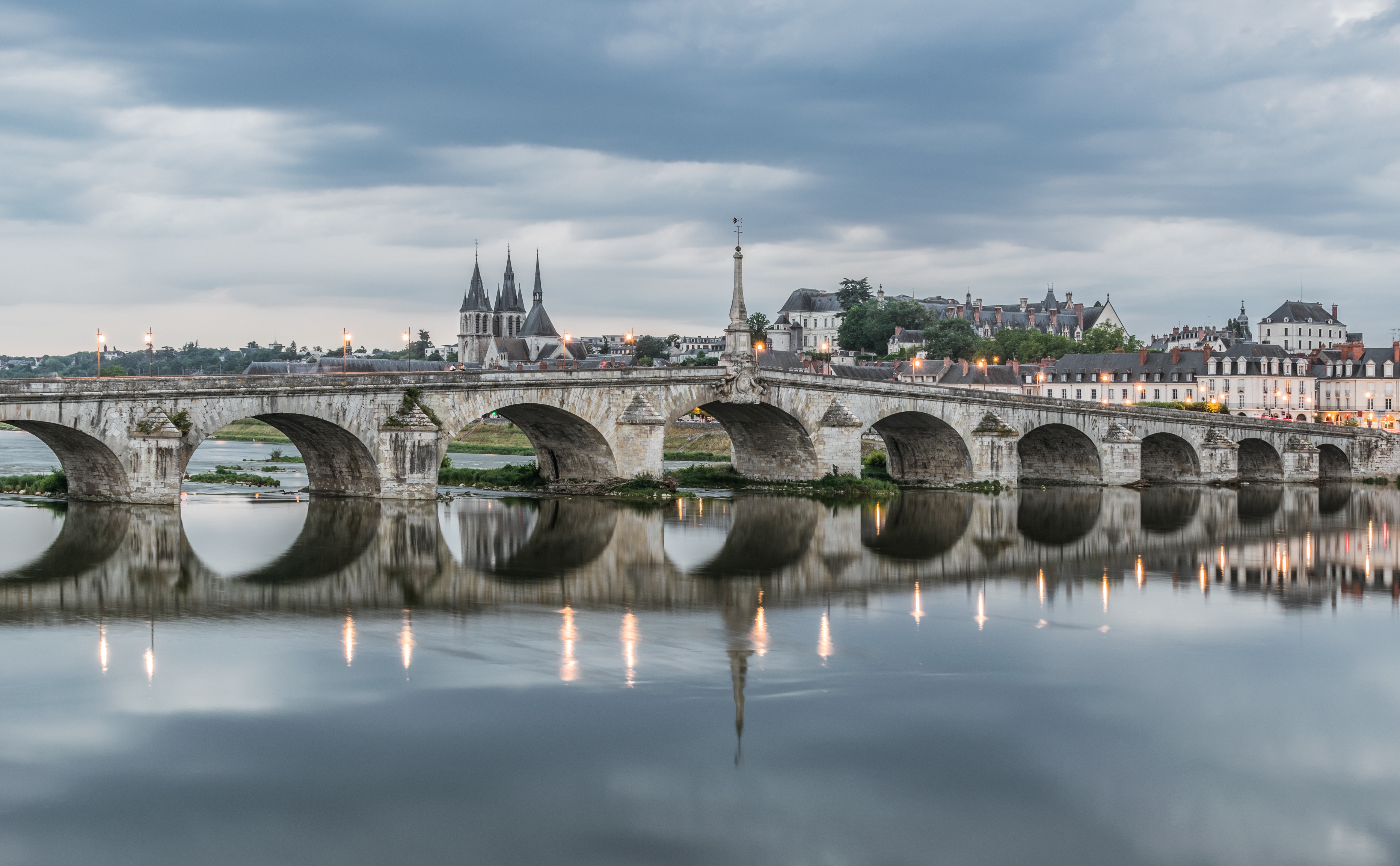

该建筑于1937年4月22日列为法国历史古迹